# Carl Heinrich Hermann
Carl Heinrich Hermann (født 6. januar 1802 i Dresden, død 30. april 1880 i Berlin) var en tysk historiemaler. 
Hermann gik på akademierne i sin fødeby, München og Düsseldorf, udførte for Bonns Universitets aula fresken Teologien, et af hans friskeste arbejder, og kom, fremhjulpet af sin lærer Cornelius, til at udføre større arbejder i München og Berlin (i München fresker fra Parsifal på slottet, Kristi himmelfart i den protestantiske kirke, arbejder for Ludvigs-kirken med mere; i Berlin, hvor han en kortere tid ledede museumsforhallens freskoudsmykning, 14 store fresker i Klosterkirken etc.). Hans kunst er en repræsentant for det Corneliuske kunstsyn.